# 聖瑪麗主教座堂 (大波蘭地區戈茹夫)

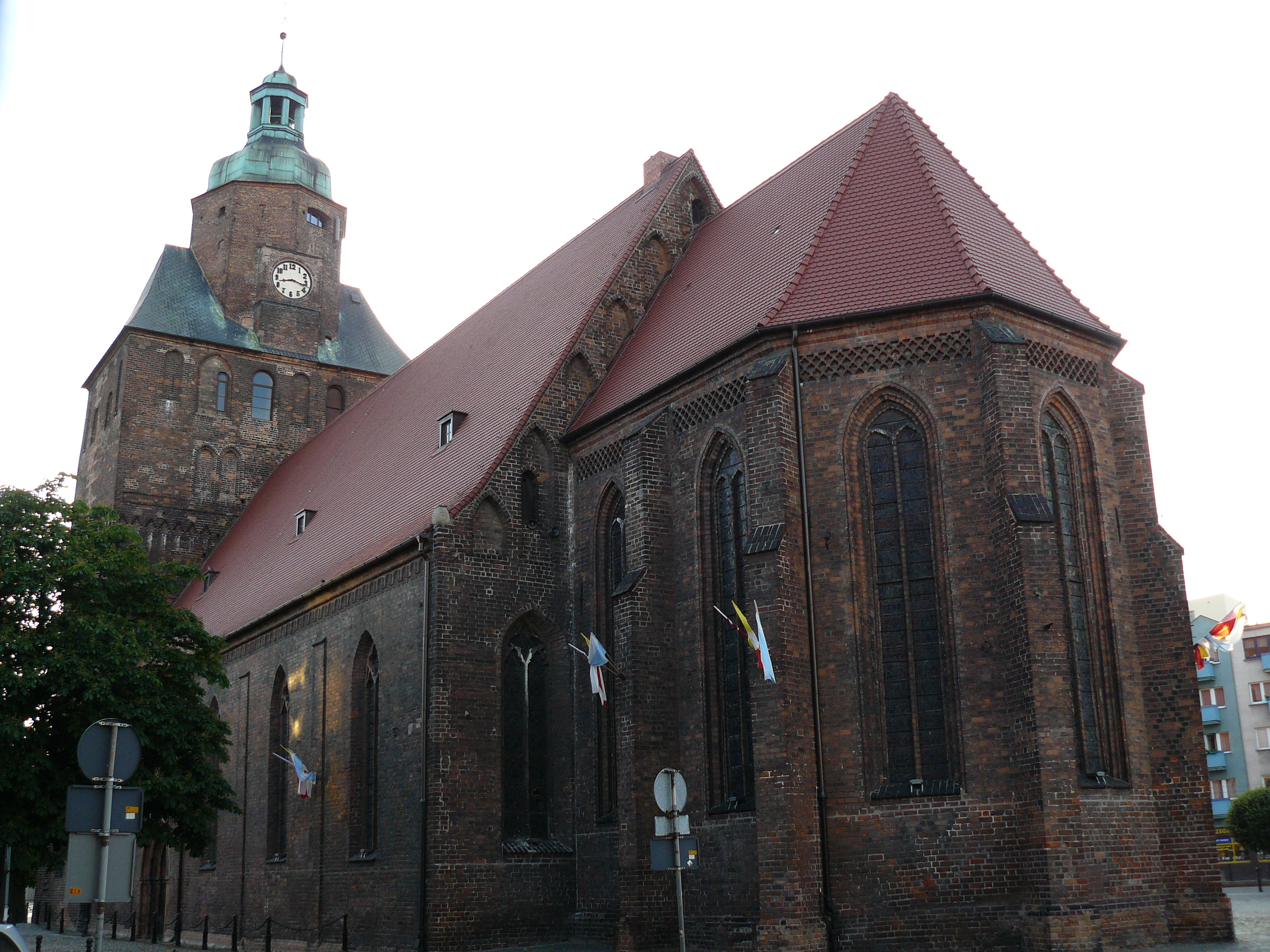
聖瑪麗主教座堂

聖瑪麗主教座堂（波蘭語：Bazylika katedralna Wniebowzięcia Najświętszej Marii Panny w Gorzowie Wielkopolskim）是波蘭城市大波蘭地區戈茹夫的一座羅馬天主教的主教座堂。這座教堂也是天主教戈茹夫教區的主教座堂。聖瑪麗主教座堂是當地歷史最古老的建築之一，其歷史可以追溯至12世紀。